# ألكساندر بافلوفيتش (لاعب كرة سلة)
ألكسندر بافلوفيتش (بالصربية: Александар Павловић)‏ مواليد 15 نوفمبر 1983 في الجبل الأسود، جمهورية يوغوسلافيا، هو لاعب كرة سلة مونتينيغري بدأ مسيرته الاحترافية في سنة 2000. يبلغ طوله 6 قدم 7 بوصة (2.0 م). مثّل منتخب بلاده. شارك في مسابقة كرة السلة في الألعاب الأولمبية الصيفية.

## فرق لعب لها
- يوتاه جاز
- كليفلاند كافالييرز
- مينيسيوتا تيمبر وولفز
- دالاس مافيريكس
- نيو أورلينز بيليكانز
- بوسطن سيلتكس
- بورتلاند ترايل بلايزرز

## إحصائيات المسيرة

### الرابطة الوطنية لكرة السلة

#### الموسم الاعتيادي
| السنة   | الفريق                 | لعب | بدأ | دقيقة | ميداني% | ثلاثية | حرة  | ارتداد | صنع | استلاب | تصدي | نقطة |
| ------- | ---------------------- | --- | --- | ----- | ------- | ------ | ---- | ------ | --- | ------ | ---- | ---- |
| 2003–04 | يوتاه جاز              | 79  | 14  | 14.5  | .396    | .271   | .774 | 2.0    | .8  | .5     | .2   | 4.8  |
| 2004–05 | كليفلاند كافالييرز     | 65  | 9   | 13.3  | .435    | .385   | .688 | 1.1    | .8  | .4     | .1   | 4.8  |
| 2005–06 | كليفلاند كافالييرز     | 53  | 19  | 15.3  | .410    | .365   | .653 | 1.5    | .5  | .4     | .1   | 4.5  |
| 2006–07 | كليفلاند كافالييرز     | 67  | 28  | 22.9  | .453    | .405   | .794 | 2.4    | 1.6 | .8     | .3   | 9.0  |
| 2007–08 | كليفلاند كافالييرز     | 51  | 45  | 23.3  | .362    | .298   | .688 | 2.5    | 1.6 | .6     | .1   | 7.4  |
| 2008–09 | كليفلاند كافالييرز     | 66  | 12  | 16.0  | .422    | .410   | .463 | 1.9    | 1.1 | .3     | .2   | 4.6  |
| 2009–10 | مينيسيوتا تيمبر وولفز  | 71  | 0   | 12.4  | .363    | .297   | .385 | 1.6    | .8  | .3     | .1   | 3.7  |
| 2010–11 | دالاس مافيريكس         | 10  | 6   | 16.3  | .429    | .438   | .800 | 1.2    | . 7 | .5     | .3   | 4.1  |
| 2010–11 | نيو أورلينز بيليكانز   | 4   | 1   | 12.5  | .182    | .000   | .000 | 1.5    | 1.5 | .0     | 1.0  | 1.0  |
| 2010–11 | بوسطن سيلتكس           | 17  | 0   | 8.8   | .462    | .500   | .400 | .8     | .2  | .3     | .0   | 1.8  |
| 2011–12 | بوسطن سيلتكس           | 45  | 7   | 11.7  | .391    | .293   | .375 | 1.6    | .4  | .4     | .3   | 2.7  |
| 2012–13 | بورتلاند ترايل بلايزرز | 39  | 1   | 13.5  | .353    | .300   | .167 | 1.4    | .8  | .6     | .1   | 2.6  |
| المسيرة | المسيرة                | 567 | 142 | 15.7  | .404    | .346   | .673 | 1.8    | .9  | .5     | .2   | 4.9  |

#### التصفيات
| السنة   | الفريق             | لعب | بدأ | دقيقة | ميداني% | ثلاثية | حرة  | ارتداد | صنع | استلاب | تصدي | نقطة |
| ------- | ------------------ | --- | --- | ----- | ------- | ------ | ---- | ------ | --- | ------ | ---- | ---- |
| 2006    | كليفلاند كافالييرز | 3   | 0   | 1.3   | .000    | .000   | .000 | .3     | .0  | .0     | .0   | .0   |
| 2007    | كليفلاند كافالييرز | 20  | 20  | 30.8  | .381    | .345   | .528 | 2.6    | 1.6 | 1.0    | .3   | 9.2  |
| 2008    | كليفلاند كافالييرز | 8   | 0   | 13.9  | .385    | .444   | .667 | 1.3    | .1  | .3     | .0   | 3.5  |
| 2009    | كليفلاند كافالييرز | 11  | 0   | 8.3   | .500    | .250   | .333 | 1.4    | .4  | .4     | .0   | 2.1  |
| 2012    | بوسطن سيلتكس       | 10  | 0   | 4.0   | .333    | .200   | .000 | .5     | .1  | .1     | .1   | .7   |
| المسيرة | المسيرة            | 52  | 20  | 16.6  | .386    | .333   | .533 | 1.6    | .7  | .5     | .1   | 4.6  |

## روابط خارجية
- ألكسندر بافلوفيتش على موقع الاتحاد الدولي لكرة السلة (الإنجليزية)
- ألكسندر بافلوفيتش على موقع الدوري الأوروبي لكرة السلة (الإنجليزية)
- ألكسندر بافلوفيتش على موقع إن بي أي (الإنجليزية)
- ألكسندر بافلوفيتش على موقع سبورتس رفرنس (الإنجليزية)
- ألكسندر بافلوفيتش على موقع كرة السلة الأوروبية.كوم (الإنجليزية)
- ألكسندر بافلوفيتش على موقع DraftExpress.com (الإنجليزية)
- ألكسندر بافلوفيتش على موقع ريلجم (الإنجليزية)
- ألكسندر بافلوفيتش على موقع بروبوليرز (الإنجليزية)
- ألكسندر بافلوفيتش على موقع سبورتس رفرنس (الإنجليزية)
- ألكسندر بافلوفيتش على موقع أوليمبيديا (الإنجليزية)